# 王树森 (1934年)
王树森（1934年—2009年），男，满族，河北承德人，中华人民共和国政治人物，曾任中共河北省委统战部部长，河北省政协副主席。